# Sendeturm Haute-Nendaz
Der Sendeturm Haute-Nendaz ist ein 50 Meter hoher Sendeturm zur Verbreitung von Fernseh- sowie UKW- und DAB-Hörfunk-Programmen auf dem 1321 Meter hohen Berg Haute-Nendaz (Gemeinde Nendaz, Schweiz).

## Frequenzen und Programme

### Digitales Radio (DAB)
DAB wird in vertikaler Polarisation und im Gleichwellenbetrieb mit anderen Sendern ausgestrahlt.
| Block                      | Programme | ERP (in kW) | Antennendiagramm rund (ND), gerichtet (D) | Gleichwellennetz (SFN) |
| -------------------------- | --- | ----------- | ----------------------------------------- | --- |
| 12A SRG SSR F01 (SUI0007A) | DAB-Block der SRG SSR idée suisse: - RTS Première (72 kbit/s DAB+) - Première-Bis (48 kbit/s DAB+) - RTS Espace 2 (96 kbit/s DAB+) - RTS Couleur 3 (80 kbit/s DAB+) - RTS Option Musique (80 kbit/s DAB+) - Radio SRF 1 BE FR VS(72 kbit/s DAB+) - Radio SRF Musikwelle (64 kbit/s DAB+) - Radio SRF 3 (64 kbit/s DAB+) - Radio SRF 4 News (56 kbit/s DAB+) - Radio Rumantsch (72 kbit/s DAB+) - Rete Uno (72 kbit/s DAB+) - Radio Swiss Pop (64 kbit/s DAB+) - Radio Swiss Jazz (64 kbit/s DAB+) - Radio Swiss Classic (72 kbit/s DAB+) | 3,9         | D                                         | - Bern: Biel-Magglingen (Evilard Hohmatt), Chasseral, Ins (Schaltenrain-Fürstengräber), Loveresse (Moron Chez Joseph), Münster BE (Mont Graitery), Sonceboz (Cernil du bas) - Freiburg: Charmey (la Monse), Gurmels (Cordast), Freiburg im Üechtland-Innenstadt (Lorette), Montbovon, Sorens (Mont-Gibloux) - Genf: Genf-Innenstadt (Studio Carl Vogt), Mont Salève (Téléphérique) [FR] - Jura: Boncourt (Châtillon), Bourrignon (Les Ordons), Chevenez (sur le Patai), Courtemaîche, Delsberg (La Met), Noirmont (Roc Montès), Pruntrut (sur le Banne), Saint-Ursanne, Soyhières, Undervelier - Neuenburg: Brot-Plamboz (Solmon Val de Travers), La Brévine (Cerneux-Péquignot Charmottes), Chaux-de-Fonds (Mont Cornu), Cerneux-Pequignot (Maix-Rochat), Les Hauts-Geneveys (rue republique), Le Locle (Roche-Houriet), Saint-Sulpice NE (Haut de la Vy), La Sagne (Plature) - Waadt: Abbaye (Vallée de Joux/Pont-Agouillons), Bougy (Villars Signal), Chardonne (Mont Pèlerin), Château-d’Oex (Sarouche), Chavannes-sur-Moudon (Velotty), Chenit (Brassus), Cudrefin (Tremblex), La Dôle (Gingins), Fontanezier (Bonvillars Champs Lequet), Lausanne (Chailly), Lausanne (Renens), Lausanne-Bellevaux, Montana (Grand Signal), Olun (Chamossaire), Premier (Buclards), Sainte Croix-Auberson (la Broutire), Vallée de Joux (Pont-Agouillons) - Wallis: Arbaz/Ayent (Pas de Maimbré), Bagnes (Bruson Côt), Champéry, Evolène (La Forclaz quartier col), Grimentz (Roua), Martigny (Ravoire), Haute-Nendaz, Orsières-Champex (le Signal), Port Valais (Chalavornaire), Trient, Trient (vers le ponts), Troistorrents (Morgins) |

## Ehemalige Frequenzen und Programme

### Analoger Hörfunk (UKW)
Die UKW-Ausstrahlung der Programme der SRG wurde am 31. Dezember 2024 beendet.
| Frequenz (MHz) | Programm    | RDS PS            | RDS PI                | Regionalisierung     | ERP (kW) | Antennendiagramm rund (ND)/gerichtet (D) | Polarisation horizontal (H)/vertikal (V) |
| -------------- | ----------- | ----------------- | --------------------- | -------------------- | -------- | ---------------------------------------- | ---------------------------------------- |
| 92,0           | Radio SRF 1 | SRF_1_BE _SRF_1__ | 44B1 (regional), 43B1 | Bern-Freiburg-Wallis | 2        | ND                                       | H                                        |
| 94,4           | La Première | RTS-1ERE          | 43D1                  | –                    | 2        | ND                                       | H                                        |
| 96,5           | Espace 2    | ESPACE2_          | 43D2                  | –                    | 2        | ND                                       | H                                        |
| 106,0          | Couleur 3   | COULEUR3          | 43D3                  | –                    | 2        | ND                                       | H                                        |

### Analoges Fernsehen (PAL)
Vor der Umstellung auf DVB-T diente der Sendestandort weiterhin für analoges Fernsehen:
| Kanal | Frequenz (MHz) | Programm | ERP (kW) | Sendediagramm rund (ND)/ gerichtet (D) | Polarisation horizontal (H)/ vertikal (V) |
| ----- | -------------- | -------- | -------- | -------------------------------------- | ----------------------------------------- |
| 7     | 189,25         | TSR 1    | 2,3      | D                                      | H                                         |
| 43    | 647,25         | SF 1     | 10,7     | D                                      | H                                         |
| 46    | 671,25         | TSI 1    | 11,2     | D                                      | H                                         |
| 66    | 831,25         | TSR 2    | 11,2     | D                                      | H                                         |

### Digitales Fernsehen (DVB-T)
Der DVB-T Sendebetrieb wurde am 3. Juni 2019 eingestellt.
| Kanal | Frequenz (in MHz) | Multiplex | Programme im Multiplex                 | ERP (in kW) | Antennen- diagramm rund (ND) / gerichtet (D) | Polarisation horizontal (H) / vertikal (V) |
| ----- | ----------------- | --------- | -------------------------------------- | ----------- | -------------------------------------------- | ------------------------------------------ |
| 54    | 738               | SRG F01   | - RTS Un - RTS Deux - SRF 1 - RSI LA 1 | 4           | D                                            | V                                          |